# 德拉戈曼市鎮

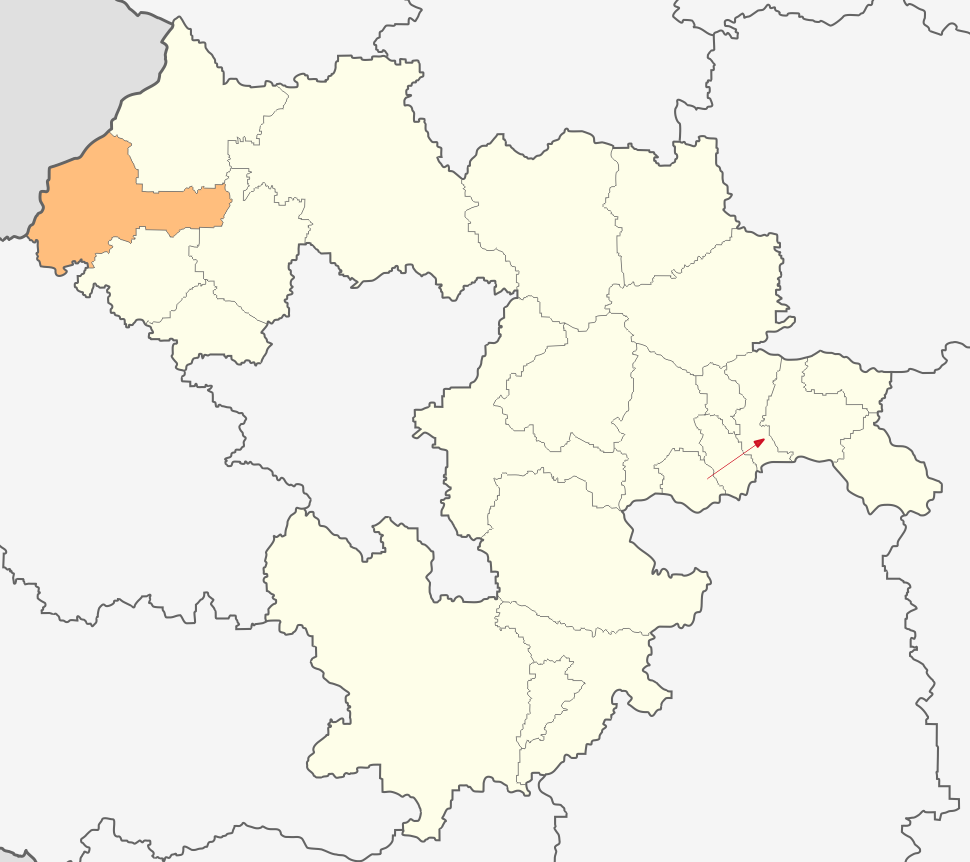

德拉戈曼市鎮，是保加利亞西部索菲亞州的市鎮，行政中心为德拉戈曼，面積323.86平方公里，2011年人口5,318，人口密度每平方公里16人。
42°55′19″N 22°55′48″E / 42.9220°N 22.9301°E